# David Albin Zywiec Sidor

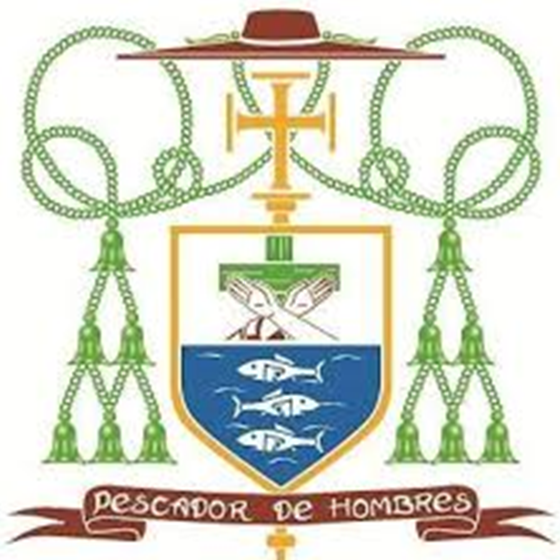

David Albin Zywiec Sidor OFMCap (* 15. Juli 1947 in East Chicago, Indiana; † 5. Januar 2020 in einem Militärkrankenhaus in Managua, Nicaragua) war ein US-amerikanischer Geistlicher und römisch-katholischer Bischof von Siuna in Nicaragua.

## Leben
David Albin Zywiec Sidor, ältestes von fünf Kindern, trat 1965 in die Ordensgemeinschaft der Kapuziner in den Konvent St. Felix in Huntington, Indiana, ein und empfing am 1. Juni 1974 durch Salvador Schlaefer OFM in Milwaukee das Sakrament der Priesterweihe. Er studierte Philosophie am St. Joseph College in Rensselaer, Indiana, und Theologie am St. Francis School of Pastoral Ministry der University of Wisconsin–Milwaukee in Milwaukee, Wisconsin.
Am 24. Juni 2002 ernannte ihn Papst Johannes Paul II. zum Titularbischof von Giru Marcelli und Weihbischof im  Apostolischen Vikariat Bluefields. Der Erzbischof von Managua, Miguel Kardinal Obando Bravo SDB, spendete ihm am 13. September desselben Jahres die Bischofsweihe; Mitkonsekratoren waren Erzbischof Jean-Paul Aimé Gobel, Apostolischer Nuntius in Nicaragua, und Pablo Ervin Schmitz Simon OFMCap, Apostolischer Vikar von Bluefields.
Papst Franziskus ernannte ihn am 30. November 2017 zum ersten Bischof des mit gleichem Datum errichteten Bistums Siuna. Die Amtseinführung fand am 13. Januar des folgenden Jahres statt.
Er starb am 5. Januar 2020 und wurde in der Kathedrale Nuestra Señora de Fátima von Siuna bestattet.